# Al Hilal FC
Al Hilal Saudi Club (arabsky: نادي الهلال السعودي), známý jako Al Hilal, je saúdskoarabský fotbalový klub z města Rijád, který byl založen v roce 1957. Klub hraje nejvyšší saúdskoarabskou ligu Saudi Pro League. Je nejúspěšnějším klubem v Asii, získal 66 oficiálních trofejí. Drží také rekord v počtu kontinentálních trofejí v Asii a rekordních 19 titulů v saúdské nejvyšší soutěži.
Na mezinárodním poli získal Al Hilal rekordních osm trofejí - Ligu mistrů AFC v letech 1991, 2000, 2019 a 2021, Pohár vítězů pohárů AFC v 1997 a 2002, a Superpohár AFC v 1997 a 2000.

## Historie klubu
Al Hilal byl původně známý jako olympijský klub, založený 16. října 1957. Jméno klubu bylo změněno 3. prosince 1958 na King Saud poté, co absolvoval turnaj, který patřil mezi kluby Olympic Club, Al -Shabab Al-Riyadh a El-Kawkab.

## Úspěchy

### Národní trofeje
- Saudi Professional League
  - Vítězství (19): 1977, 1979, 1985, 1986, 1988, 1990, 1996, 1998, 2002, 2005, 2008, 2010, 2011, 2017, 2018, 2020, 2021, 2022, 2024
  - Druhé místo (15): 1980, 1981, 1983, 1987, 1993, 1995, 1997, 2006, 2007, 2009, 2013, 2014, 2016, 2019, 2025

- Královský pohár
  - Vítězství (10): 1961, 1964, 1980, 1982, 1984, 1989, 2015, 2017, 2020, 2023
  - Druhé místo (8) : 1963, 1968, 1977, 1981, 1985, 1987, 2010, 2022

- Pohár korunního prince
  - Vítězství (13): 1964, 1995, 2000, 2003, 2005, 2006, 2008, 2009, 2010, 2011, 2012, 2013, 2016
  - Druhé místo (4): 1957, 1998, 2014, 2015

- Saúdský superpohár
  - Vítězství (3): 2015, 2018, 2021
  - Druhé místo (2): 2016, 2020
- Pohár saúdské federace
  - Vítězství (7): 1987, 1990, 1993, 1996, 2000, 2005, 2006 
  - Druhé místo (5): 1986, 2002, 2003, 2008, 2010

### Mezinárodní trofeje
- Liga mistrů AFC
  - Vítěz (4): 1991, 2000, 2019, 2021
  - Finalista (4): 1986, 1987, 2014, 2017, 2022

- Pohár vítězů pohárů AFC
  - Vítěz (2):  1997, 2002

- Superpohár AFC
  - Vítěz (2): 1997, 2000
  - Finalista (1): 2002

## Známí hráči
Mezi nejslavnější hráče klubu patřil Júsuf Al-Thunayan a Sami Al-Jaber ze saúdskoarabské fotbalové reprezentace a brankář Mohamed Al-Deayea, který je také známý jako "The Octopus". Al-Deayea je bývalý světový rekordman. V Asii byl vyhlášen jako brankář roku 2000. Velmi známý je také brazilský hráč Rivelino, jenž hrál také za Al-Hilal (1978-1981).
V roce 2023 do klubu přišla řada kvalitních hráčů z evropských soutěží; například Kalidou Koulibaly, Rúben Neves, Sergej Milinković-Savić nebo Neymar.

## Čeští trenéři v klubu
- Ivan Hašek (2012)